# Barzaz Breiz

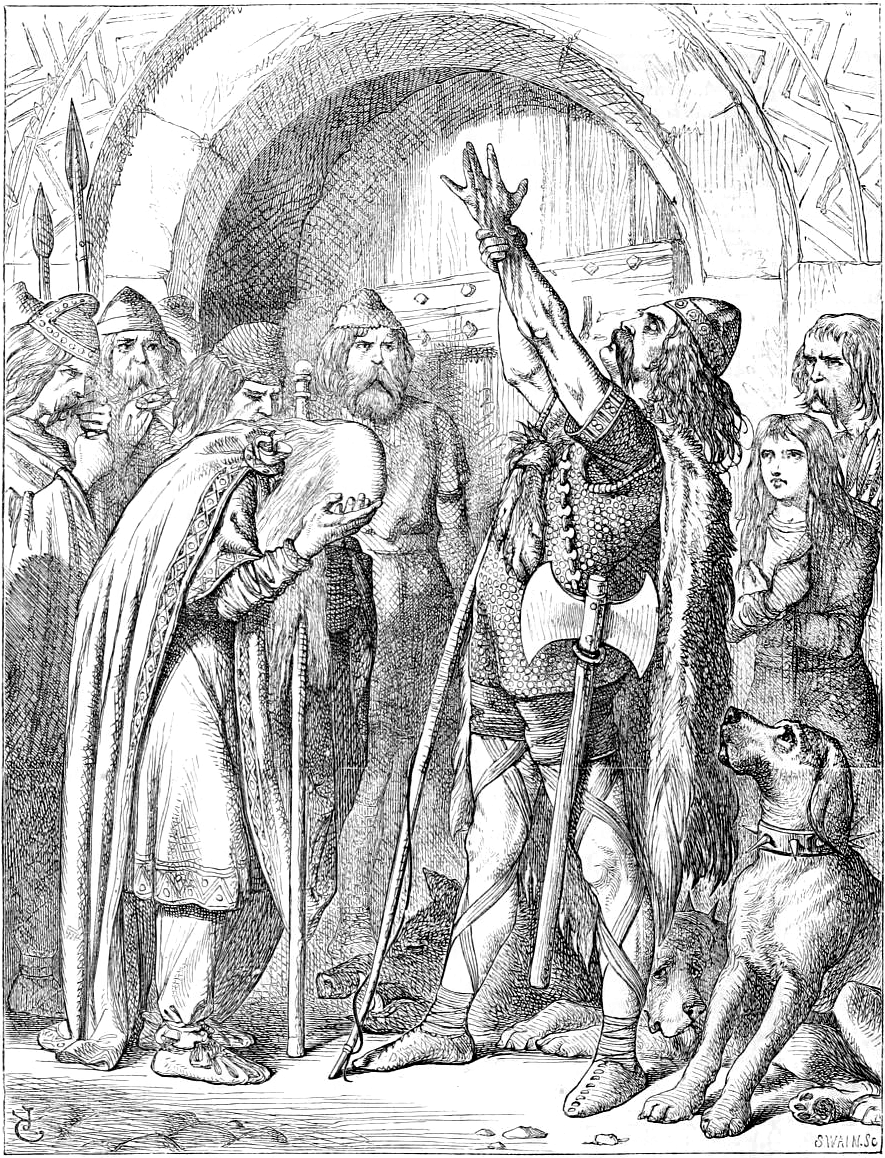
„Der Eid des Nominoë“

Das Barzaz Breiz (in moderner Schreibweise Barzhaz Breizh, etwa „Bretonische Lieder- und Gedichtsammlung“, von bretonisch barzhaz Breizh „Poesiesammlung Bretagne“) ist eine Sammlung bretonischer Volkslieder, die von Théodore Hersart de La Villemarqué gesammelt und 1839 veröffentlicht wurden. Sie wurde aus mündlichen Überlieferungen zusammengetragen und beinhaltet traditionelle Volkserzählungen, Legenden und Musik. Hersart de la Villemarqué wuchs auf dem Gut Plessix in Nizon auf, das nahe Pont-Aven liegt. Er war selbst zur Hälfte Bretone.

## Bedeutung
Die Sammlung wurde auf bretonisch mit französischer Übersetzung veröffentlicht. Das Buch erreichte eine weitläufige Verbreitung, da zu dieser Zeit gerade die romantische Generation in Frankreich, die auch die baskische Sprache „entdeckte“, neugierig auf die ländlichen Kulturen Europas und die angeblich heidnischen Überbleibsel unter der Oberfläche des Volkskatholizismus wurde. Das Barzaz Breiz brachte die bretonische Volkskultur zum ersten Mal in das europäische Bewusstsein. Eines der ältesten der gesammelten Lieder ist die Legende von Ys. La Villemarqué zeichnete nicht nur die Melodien der Balladen, sondern auch die Liedtexte auf. Dies war, abgesehen von Kirchenliedern, einer der ersten Versuche, traditionelle bretonische Musik zu sammeln und zu drucken.
Bis zu dieser Veröffentlichung waren die bretonischen Legenden nur aus Verweisen aus französischen Romanzen des 13. und 14. Jahrhunderts bekannt, in denen viele kulturelle Aspekte für die französischen Hörer angepasst wurden.
Der erste Teil des Buches enthält Balladen über historische Legenden und heroische Taten bretonischer Anführer, darunter Nominoë, Erispoë und die Krieger des Kampfes der Dreißig. Der zweite Teil beschäftigt sich mit der lokalen Kultur und konzentriert sich auf religiöse Feste und jahreszeitlich bedingte Ereignisse.

## Authentizität
Die Veröffentlichung traditioneller Literatur war zu dieser Zeit umstritten wegen der Diskussion über die bekannteste dieser Sammlungen, James Macphersons „The Poems of Ossian“, vorgeblich die Übersetzung alter gälischer Überlieferungen, die jedoch von Macpherson stark verändert und teilweise erfunden worden waren. Nach der Veröffentlichung des Barzaz Breiz wurde dieses von François-Marie Luzel (1826–1895) auf einer wissenschaftlichen Konferenz 1868 kritisiert. Auf dem Kongress der bretonischen Gesellschaft 1872 in Saint-Brieuc behauptete er, die Lieder seien vollständig in der Weise Macphersons angefertigt worden, denn, wie er sagte, sei er niemals Balladen in so elegantem Bretonisch, frei von französischen Lehnwörtern begegnet. Villemarqués lehnte es ab, anderen Wissenschaftlern Zugang zu seinen Notizbüchern zu gewähren.
Der Streit setzte sich bis in das zwanzigste Jahrhundert fort. 1960 behauptete Francis Gourvil in seiner Doktorarbeit, dass das Barzaz Breiz eine Fälschung sei. Diese Anschuldigungen konnten 1974 dank der 1964 gefundenen Notizbücher Villemarqués von Donatien Laurent teilweise widerlegt werden. Laurents Dissertation wurde 1989 veröffentlicht. Laurent fasste zusammen, dass Villemarqué das von ihm gesammelte Material neu arrangierte, um die Texte und die Musik zu ordnen und zu beleben. Zu dieser Zeit war dies allerdings üblich, vergleichbar mit der Arbeit der Brüder Grimm. Laurent schrieb: 
Il fut d'abord un réfecteur, emporté trop souvent par les mirages d'une imagination fertile, plus prompt à réparer les prétendus oublis de la tradition poétique qu'à l'accepter pour elle même.
deutsch:
Er war vor allem ein Wiederhersteller, der sich allzuoft von den Trugbildern einer fruchtbaren Vorstellungskraft hinreißen ließ, immer eher bereit, vermeintliche Auslassungen der dichterischen Überlieferung auszubessern, als sie um ihrer Selbst Willen zu akzeptieren.

## Ausgaben
Die erste Edition wurde 1839 in Paris von Éditions Delloye als „Folio in 8“ (je 8 Folio pro Bindung) veröffentlicht. Nachgedruckt 1840, 1845 und von Didier et Cie. 1846, wurde das Buch dann 1867 in Paris veröffentlicht.
1852 nahmen Moritz Hartmann und Ludwig Pfau eine Übersetzung ins Deutsche in Angriff, die 1858 unter dem Titel „Bretonische Volkslieder“ erschien. Die beiden Übersetzer hatten Villemarqué 1852 in der Bretagne besucht, worüber Hartmann in seinen Reiseaufzeichnungen berichtet. Jeder der beiden Übersetzer bearbeitete jeweils ca. ein Drittel der Lieder, das verbleibende letzte Drittel übertrugen sie gemeinsam ins Deutsche.
1865 wurde die englische Standardübersetzung von Tom Taylor unter dem Titel „Ballads and Songs of Brittany“ veröffentlicht. Diese Edition enthielt einige der Originalmelodien, „von Mrs. Tom Taylor harmonisiert“, ließ aber einige Balladen aus.
Die Ausgabe von 1867 wurde anschließend bis zum heutigen Tag von der wissenschaftlichen Bibliothek Perrin oft nachgedruckt, darin nicht inbegriffen die zahlreichen englischen (Taylor, Fleay, …), sowie deutsche (Keller-Seckendorff), italienische (Pascoli) und polnische Übersetzungen etc.
1981 erschien eine Taschenbuchausgabe.
1989 gab der bretonische Verlag Mouladurioù Hor Yezh ein Barzhaz Breizh heraus, das nur den bretonischen Text in moderner Schreibweise und die Noten enthielt.
1996 gab der Verlag Coop Breizh eine Taschenbuchausgabe mit ausschließlich dem französischen Text heraus.
1999 wurde vom Verlag Éditions du Layeur ein Nachdruck der Ausgabe von 1867 von Yann-Fañch Kemener, einem Sänger und Sammler, herausgegeben. Diese enthält neben dem Vorwort der Ausgabe von 1845 bretonische und französische Fassungen der Gedichte, bei denen stark auf die Lesbarkeit geachtet wurde. Eine beigelegte CD enthält die Aufnahmen von zwölf der Lieder von Yann-Fañch Kemener und „Maîtrise de Bretagne“, sowohl Solo als auch Duo.